# La Chapelle-Geneste
La Chapelle-Geneste é uma comuna francesa na região administrativa de Auvérnia-Ródano-Alpes, no departamento de Alto Loire. Estende-se por uma área de 17,38 km². Em 2010 a comuna tinha 110 habitantes (densidade: 6,3 hab./km²).